# Celule HEK 293
HEK 293 (HEK 293 cells, Human embryonic kidney 293 cells) este o linie specifică de celule umane creată folosind un rinichi de la un bebeluș de sex feminin avortat și disecat în Olanda în 1973. 
Celulele HEK 293 au fost utilizate pe scară largă în cercetarea biologiei celulare timp de mulți ani, datorită creșterii lor fiabile și a predisecției pentru transfecție. Ele sunt, de asemenea, utilizate de biotehnologie pentru a produce proteine și viruși terapeutici pentru terapia genică, cum ar fi Vaccin anti-COVID-19, precum și pentru testarea siguranței pentru o gamă largă de substanțe chimice.
293T (sau HEK 293T) este o linie celulară umană derivată care exprimă o versiune mutantă a antigenului T mare SV40. Este foarte frecvent utilizat în cercetarea biologică pentru a produce proteine și a produce retrovirusuri recombinate.
Alvin Wong susține că, în ciuda incertitudinii cu privire la originea fătului folosit pentru a obține linia celulară, dovezile circumstanțiale sugerează cu tărie că aceasta a provenit dintr-un avort voluntar. Pentru unii catolici și creștini ortodocși răsăriteni, aceasta prezintă o dilemă etică pentru utilizarea HEK 293 și a produselor derivate, cum ar fi vaccinurile și multe, multe medicamente. 
În timpul pandemiei de COVID-19, activiștii anti-vaccinare au remarcat că celulele HEK 293 sunt utilizate în fabricarea vaccinului Oxford-AstraZeneca COVID-19 (AKA AZD1222). Celulele sunt filtrate din produsele finale. 
Potrivit companiilor farmaceutice, precum Regeneron Pharmaceuticals, linia celulară modernă este atât de îndepărtată de originea sa, încât nu mai este considerată țesut fetal.